# Барбуй, Амилкар
Ами́лкар Барбуй (порт.-браз. Amílcar Barbuy; 29 апреля 1893, Риу-дас-Педрас — 24 августа 1965, Сан-Паулу) — бразильский футболист, полузащитник. Играл за сборную Бразилии, был капитаном команды.

## Биография
Выступал за «Коринтианс», где сыграл 208 матчей и забил 89 голов, по другим данным — 210 матчей и 91 гол, и «Палестру Италия», за которую провёл 108 матчей и забил 13 голов, по другим данным — 134 матча. Одновременно являлся тренером команды, которую возглавлял с 1924 по 1930 год. 
Выступал за сборную Бразилии, с которой выиграл два чемпионата Южной Америки. В 1930 году уехал в Италию, где выступал за «Лацио», а затем возглавил римский клуб, став первым бразильским тренером в этой стране. По возвращении в Бразилию, возглавлял «Коринтианс», «Сан-Паулу», «Португезу Деспортос», «Португезу Сантиста» и «Атлетико Минейро».

## Достижения
- Чемпион штата Сан-Паулу (7): 1914, 1916, 1922, 1923, 1924, 1926, 1927
- Чемпион Южной Америки: 1919, 1922